# Leucanopsis nimbiscripta
Leucanopsis nimbiscripta är en fjärilsart som beskrevs av Dyar 1912. Leucanopsis nimbiscripta ingår i släktet Leucanopsis och familjen björnspinnare. Inga underarter finns listade i Catalogue of Life.